# Santiago Cepeda
Santiago Cepeda  (Bogotá, 31 de marzo de 1986) es un poeta, novelista y cuentista colombiano.
Es autor de Arder no ha sido luz, libro ganador del Premio Nacional de Poesía Obra Inédita en 2010; de Revelado, novela que se basa en la vida del músico Jim Morrison y con la que obtuvo el Premio de Novela Joven Embajada de España-Colsanitas en 2010 y por último Deshojando, cuento ilustrado en colaboración con el artista José Alejandro Arboleda. 

## Biografía
Santiago Cepeda nació en Bogotá en marzo de 1986. Luego de terminar el bachillerato, ingresó a la carrera de literatura en la Pontificia Universidad Javeriana. En julio de 2010 se graduó y obtuvo la Mención Honorífica por su trabajo de tesis, un estudio del silencio como paradigma estético en la obra del artista y poeta peruano Jorge Eduardo Eielson, trabajo que influiría de manera significativa en la creación de su propia poética. Junto a la Mención Honorífica, Cepeda recibió la Orden al Mérito Académico Javeriano por su desempeño a lo largo de la carrera. Ese mismo año un jurado conformado por los escritores Giovanni Quessep, Ernesto Lumbreras, Gonzalo Mallarino y Maruja Vieira decidió por unanimidad concederle el Primer Premio del Concurso Nacional de Poesía Obra Inédita 2010 por el libro “Arder no ha sido Luz”. 
En el Acta de Premiación, los miembros del jurado señalaron que “el libro ganador está muy bien estructurado, en escenas y cuadros, apropiado para la poesía escénica y la multimedia y da muestra de un trabajo cuidadoso y persistente a través de un ritmo vertiginoso y lleno de ironía que seduce y contagia. Hay en él una imaginería que revela mundos inéditos sin caer en lo barroco o surrealista”.
Un mes más tarde, otra obra de Cepeda sería galardonada. Se trataba de “Revelado”, una novela basada en los últimos meses de vida del músico Jim Morrison, a la que los escritores Mario Mendoza, Fernando Quiroz y Jesús Méndez, junto con Rodrigo Campos ―Consejero de Cultura de la Embajada de España en Colombia― y Virginia Sánchez, decidieron premiar con el Primer Puesto del Concurso de Novela Joven Embajada de España-Colsanitas 2010. 
Refiriéndose a Revelado, Mario Mendoza comentó en el Acta de Premiación que su autor “ingresa a la novela con un ritmo propio, con una visión particular sobre el mundo. Esa forma de percepción la convierte en una aventura narrativa única en la literatura colombiana”. Fernando Quiroz, por su parte, señaló que “con esta novela, Santiago Cepeda demuestra que la buena narrativa siempre le rinde culto a la poesía”.
Además de su oficio como escritor, Cepeda ha sido profesor de literatura en el Gimnasio de los Cerros y el Colegio Los Nogales, en Bogotá, así como colaborador de las revistas Diners, Don Juan, La Raíz Invertida y Bacánika.
En 2013 obtuvo una Beca Fulbright junto con una Graduate School of Arts and Science (GSAS) Tuition Scholarship para realizar una Maestría en Escritura Creativa en Español en la Universidad de Nueva York. En 2015 regresó a Colombia y desde entonces ha sido profesor de las universidades Javeriana, El Bosque y Santo Tomás.

## Libros
En 2010, su primer libro de poesía, titulado Arder no ha sido luz. La obra fue publicada por la editorial Tertulia Literaria de Gloria Luz Gutiérrez, Colombia. Gracias a este libro se convirtió en el ganador del Premio Nacional de Poesía Inédita en 2010.
En 2010, Cepeda lanzó su primer libro titulado Revelado, una novela basada en la vida del músico Jim Morrison. La obra se publicó a través de la editorial Planeta, Colombia. La novela fue ganadora del primer lugar en el Premio de Novela Joven Embajada de España - Colsanitas en 2010.
En 2011, publicó su tercer libro, Deshojando, un cuento realizado en colaboración con el artista José Alejandro Arboleda. El cuento fue publicado por la editorial Flip book.
- Arder no ha sido luz. Tertulia Literaria de Gloria Luz Gutiérrez, Colombia. 2010. ISBN 9789584481269.

- Revelado. Planeta, Colombia. 2010. ISBN 9789584481269.

- Deshojando. Flip book. 2011. ISBN 978-958-44-9702-4.